# Badrinath
Badrinath est une localité du district de Chamoli, en Uttarakhand, en Inde. La cité recèle un des temples parmi les plus visités par les pèlerins hindous.  
Situé en haute altitude, à plus de 3000 mètres, il n'est ouvert que d'avril à novembre. 
Construit sur les contreforts de l'Himalaya, dans la vallée de l'Alaknanda, un des affluents du Gange, il est dédié à Vishnou.  
Le lieu compte de nombreux temples et un monastère (Jyotir Math) qui aurait été fondé par le grand érudit Adi Shankara. 
Badrinath est un  lieu de pèlerinage important dans l'Inde du Nord, au même titre que les villages Gangotrî, Yamunotri et Kedarnath. 